# Anolis toldo
Anolis toldo (зелений сіросмугий аноліс) — вид ігуаноподібних ящірок родини анолісових (Dactyloidae). Ендемік Куби.

## Поширення і екологія
Зелені сіросмугі аноліси відомі з типової місцевості, розташованої в Національному парку Александра Гумбольдта в провінції Ольгін на сході Куби, на висоті 800 м над рівнем моря. Вони живуть в гірських тропічних лісах.

## Збереження
МСОП класифікує цей вид як вразливий. Anolis toldo загрожує знищення природного середовища.